# Bokura no Machi de
«Bokura no Machi de» (僕らの街で?) es el tercer sencillo de la boy band japonesa KAT-TUN y el segundo para su segundo álbum de estudio Cartoon KAT-TUN II You. La primera balada en ser lanzado como sencillo es también la primera canción estrenada comercialmente sin Jin Akanishi que se tomó un año sabático del grupo en octubre de 2006 para estudiar en Los Ángeles. El sencillo fue lanzado en tres ediciones, una edición regular con versiones instrumentales de la canción y un lado b, una first press edición limitada con una pista adicional y su versión instrumental y una edición limitada con el video musical del sencillo.
Fue lanzado el 7 de diciembre de 2006 y se convirtió en el tercer número uno consecutivo de KAT-TUN en las listas de sencillos de Oricon.

## Lista de pistas
- Edición Normal

| N.º | Título | Escritor(es) | Duración |  |

- First Press Edición Limitada

| N.º | Título | Escritor(es) | Duración |  |

- Edición Limitada

| N.º | Título                               | Escritor(es)                                        | Duración |  |
| 1.  | «Bokura no Machi de (僕らの街で?)»   | Kazumasa Oda (letras, música & arreglos)            | 4:47     |  |
| 2.  | «Way of Love»                        | ma-saya (letras), Koutaro Egami (música & arreglos) | 3:41     |  |
| 3.  | «Bokura no Machi de (video musical)» |                                                     |          |  |